# Rosh HaNikra (kibbutz)
Rosh HaNikra (in ebraico רֹאשׁ הַנִּקְרָה‎?) è un kibbutz nell'Israele settentrionale. Situato sulla costa mediterranea vicino alle grotte di Rosh Hanikra e al confine con il Libano, rientra nella giurisdizione del consiglio regionale di Mateh Asher. Nel 2018 aveva una popolazione di 1 365 abitanti.

## Storia
Il kibbutz fu fondato il 6 gennaio 1949 da un gruppo di soldati smobilitati del Palmach che vi si trasferirono dal kibbutz di Hanita, insieme a membri del movimento giovanile sionista e giovani sopravvissuti dell'Olocausto.
Fu costruito su un terreno appartenente al mandato britannico della Palestina nel villaggio di al-Bassa, che fu spopolato nella guerra arabo-israeliana del 1948.

## Economia
Nel kibbutz si coltivano banane e avocado e vengono allevati tacchini. Nel 1974, i membri del kibbutz fondarono una società di biotecnologia chiamata Rahan Meristem, che includeva il primo laboratorio commerciale di coltura di tessuti nel paese. Rahan ha sviluppato nuove procedure per la propagazione clonale su larga scala di oltre 200 generi vegetali tra cui colture ornamentali, industriali, frutticole e orticole. A metà degli anni 1980, le banane propagate in vitro sono diventate il prodotto di punta. Rahan è ora un centro di ricerca e consulenza per l'industria delle banane in tutto il mondo.
Nel 1991 è stato istituito un dipartimento di ricerca e sviluppo formale per fornire supporto tecnico. Le aree di competenza comprendono la genetica molecolare e classica, la coltura di cellule e tessuti vegetali, la biochimica e la fisiologia delle piante, la batteriologia e l'industria biotecnologica. Sono stati inoltre sviluppati metodi per il controllo dei microbi contaminanti, la diagnosi precoce e l'eliminazione della variazione somaclonale, la riduzione della manodopera e dei costi fissi nella produzione, ecc. All'inizio del XXI secolo, il kibbutz fu privatizzato.